# Medianeira (ort)
Medianeira är en ort i Brasilien.   Den ligger i kommunen Medianeira och delstaten Paraná, i den södra delen av landet, 1 200 km sydväst om huvudstaden Brasília. Medianeira ligger 417 meter över havet och antalet invånare är 34 069.
Terrängen runt Medianeira är lite kuperad. Medianeira är det största samhället i trakten.
Omgivningarna runt Medianeira är en mosaik av jordbruksmark och naturlig växtlighet. Runt Medianeira är det ganska tätbefolkat, med 60 invånare per kvadratkilometer.